# Gheorghe Asachi
Gheorghe Asachi (n. 1/12 martie 1788, Herța, Moldova – d. 12/24 noiembrie 1869, Iași, România) a fost un poet, prozator și dramaturg român, care s-a născut la Herța, în nordul Moldovei (azi în Ucraina).
Precursor al generației pașoptiste, Gheorghe Asachi a fost unul din întemeietorii nuvelei istorice la noi, a condus numeroase reviste literare, a recuperat de la Lemberg din Polonia, unde studiase în tinerețe, manuscrisul Țiganiadei, epopeea bufă a lui Ion Budai-Deleanu.
A fost îndrumător cultural în domenii diverse: teatru, școală, presă, activitate tipografică. Asachi a fost și unul din întemeietorii Academiei Mihăilene. A publicat prima gazetă românească din Moldova, Albina Românească (1829). A organizat primele reprezentații teatrale în limba română (1816) și Conservatorul filarmonic-dramatic (1836) din Iași. Traduce și adaptează piese de teatru străine. În poezie, abordează toate speciile: ode, elegii, sonete, imnuri, fabule, meditații, balade. Versifică legendele istorice Dochia și Traian, Ștefan cel Mare înaintea Cetății Neamț. A scris și nuvele istorice (Dragoș, Petru Rareș, Rucsandra Doamna ș.a.), care au constituit sursa de inspirație pentru nuvelele lui Costache Negruzzi. 
În 1830 era Venerabilul unei loji din Iași, iar în 1866 a participat la lucrările Lojii Steaua României, tot din Iași. A fost inițiat în francmasonerie la Milano, în Italia.
A fost o personalitate complexă, îndrumător și animator al vieții artistice și culturale, organizator al școlilor naționale din Moldova, unul din pionierii picturii românești și inițiatorul învățământului artistic în școlile moldovenești.
Fiul său, Dimitrie Asachi, a fost de asemenea om de știință, a cărei activitate a vizat matematica și topografia, fiind autorul primului manual de topografie în limba română, iar celălalt fiu, Alexandru Asachi a fost grafician, fiind autor de litografii și ilustrații la nuvelele istorice ale tatălui său; Alexandru a avut gradul de colonel; a fost tatăl doctorului George Assaky. Fiica lui Gheorghe Asachi, Hermiona (Glicheria) Asachi a avut multiple aptitudini artistice/intelectuale: cântăreață la harfă și traducătoare din limba franceză. A fost soția istoricului francez Edgar Quinet. Gheorghe și Elena Asachi au mai avut o fiică, Eufrosina (1832-1848), pe care tatăl ei îndurerat o va jeli în poeziile Eufrosina și Fiicei mele Eufrosina (Viziune 1848).  Fratele lui Gheorghe Asachi, Petru (Petrache) a fost adjutant al lui Mihai Sturdza-vodă și înaintat la gradul de colonel.

## Biografie

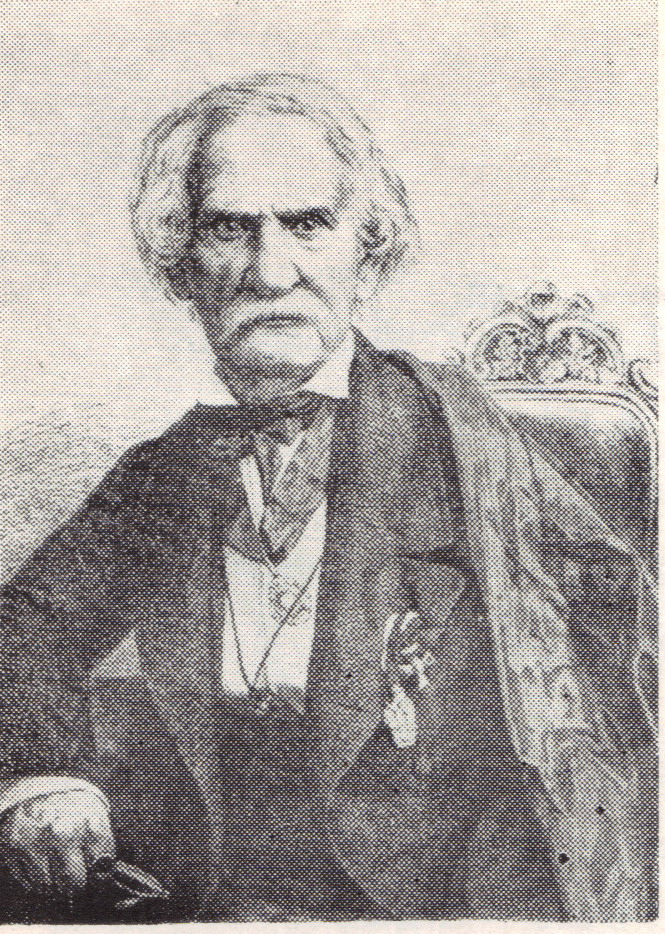
Gh. Asachi

S-a născut la Herța, ca fiu al preotului Lazăr (Leon) Asachi de origine armeană pe linie paternă și al Elenei Asachi.  George Călinescu i-a stabilit o altă genealogie, cea maternă; Niculai, fiul lui Grigore Olteanu, nemeș din Oltenia a trecut în Moldova și de acolo în Polonia, în 1713. În 1728 coboară în Moldova, se preoțește și se însoară cu fata unui popă. Fiica lui a fost Elena Nicolau, mama lui Gheorghe Asachi. Amândoi părinții lui Gheorghe Asachi au ascendență transilvăneană.
Paharnicul Constantin Sion, în Arhondologia Moldovei dă notița următoare despre originea lui Gheorghe Asachi:„ASACHI. Aceștie (sic !) sînt doi frați, amîndoi postelnici mari, de neam armeni din Podolia. Tatăl lor, arman botizat,s-au preoțit în Rosia. Mitropolitul Gavril Rusu, ce în războiul ruso-turcesc de la anii 1806 păn la 1812 au fost exarh în Moldova, după demisionarea mitropolitului Veniamin Costache, l-au adus pe preotul Lazăr Asachi la Iași, l-au făcut protopop de mitropolie și după încheierea păcei (sic !), ducîndu-se  mitropolitul rus înapoi, el au rămas în Iași; și murindu-i  femeia l-au călugărit și l-au făcut și arhimandrit, numindu-l Leon. Pe amîndoi feciorii lui, Gheorghi și Petrachi, i-au învățat bine; cu agiutoriul mitropolitului i-au trimes și la școala de la Odessa, de acolo ei s-au dus la Viena, au învățat nemțește, grecește, rusește și franțuzește, ba și latinește...”
Bazându-se pe spusele fiicei lui Asachi, Hermione Quinet, primul alcătuitor de monografie a scriitorului, Ioan Negre a susținut că familia Asacheștilor era originară din Basarabia, de unde a trecut în Moldova la mijlocul veacului al XVIII-lea. E. Lovinescu pune la îndoială originea armenească a Asacheștilor Sever Zotta a considerat că ar fi „absolut neverosimil" și „contrar spiritului vremei" trecerea unui armean la ortodoxie și cu atât mai mult preoțirea lui în această credință.  
După cum afirmă în a sa Notiție biografică, publicată spre sfârșitul vieții, „Georgi Asaky este născut la Herța târgușor în Moldova de Sus, la anul 1788, Martie 1, ziua Săntei Dochii, homonimă cu Dachia seau Daçia pre care el a ilustrat'o prin Ballada Dochia și Traian.” De fapt, părinții săi au locuit la Târnauca, sat mare românesc, situat la vreo doi kilometri de Herța.   
Lazăr și Elena Asachi au avut trei fii: Gheorghe, Petru și Daniel Asachi (acesta din urmă mort tânăr).      
Lazăr Asachi a fost numit protopop, după 18 octombrie 1788, peste ortodocșii din „raiaoa Hotinului”: episcopul Bucovinei Dositei Herescu l-a numit protopop pe „preotul Lazăr Asachievici care și-a câștigat mari merite la asedierea cetății Hotin” (în războiul dintre ruși și austrieci cu turcii), fiindu-i recomandat de către comandantul suprem al armatei austriace, principele de Saxa-Coburg.      
În vara anului 1795 Lazăr Asachi s-a mutat la Lemberg cu toată familia, „pentru creșterea copiilor” săi Gheorghe și Petru; când Lazăr Asachi s-a stabilit la Lemberg, fiul său Gheorghe abia împlinise șapte ani. A fost numit la 26 iulie 1795, de către guvernul Galiției , capelan și preot la spitalul din Lemberg (Lvov).  
Gheorghe Asachi a învățat la un colegiu din Liov între anii 1796-1803.
Preotul  Lazăr Asachi, din Târnauca, a fost adus la Iași de mitropolitul Veniamin Costachi care l-a numit în 6 septembrie 1803 „protopresviter a toată Moldavia”, iar în 1821, „după moartea soției sale” fiind călugărit cu numele Leon, l-a hirotonisit arhimandrit mitrofor, vicar al Mitropoliei. Lazăr (Leon) Asachi a efectuat prima traducere românească a nuvelei lui Bernardin de Saint-Pierre, La chaumière indienne,  cu titlul Bordeiul indienesc. Alcătuit în limba franțeză prin I. V. H. de Sen-Pier, iar acuma pe românie tradus de prea cuviosul Leon Asachi, arhimandrit a Mitropoliei Iașului. Tipărit în Iași, 1821. În Cuvântul „Cătră cetitoriu” traducătorul își exprimă convingerea asupra originii latine a limbii române: „Știut iaste că limba carea o vorbim s-au urzit din acea latină întru o epohi cu acea italiană, franțeză, spaniolă și portogheză, care sânt astăzi mai învățate și armonioase limbi a Evropii...” 
La 9 ani, Gheorghe Asachi continuă studiile în polonă, latină, germană la gimnaziul din  Lemberg, Polonia (azi Liov, Ucraina), unde se mutase familia sa. Este cert că el se afla aici la studii între 1796-1804.
În cadrul Universității din Liov, în perioada 1802 - 1804, Asachi studiază, la Facultatea de Filozofie (litere și științe), logica matematica, istoria naturală, fizica, metafizica și etica.
În aceeași perioadă 1802 - 1804 urmează și un curs special de arhitectură. „În astă însușire [de arhitect] a redicat planuri geodezice și a construit în Leopol [Lemberg] o casă mare în suburgul Halitsh” -scrie Asachi în Notiție biografică.

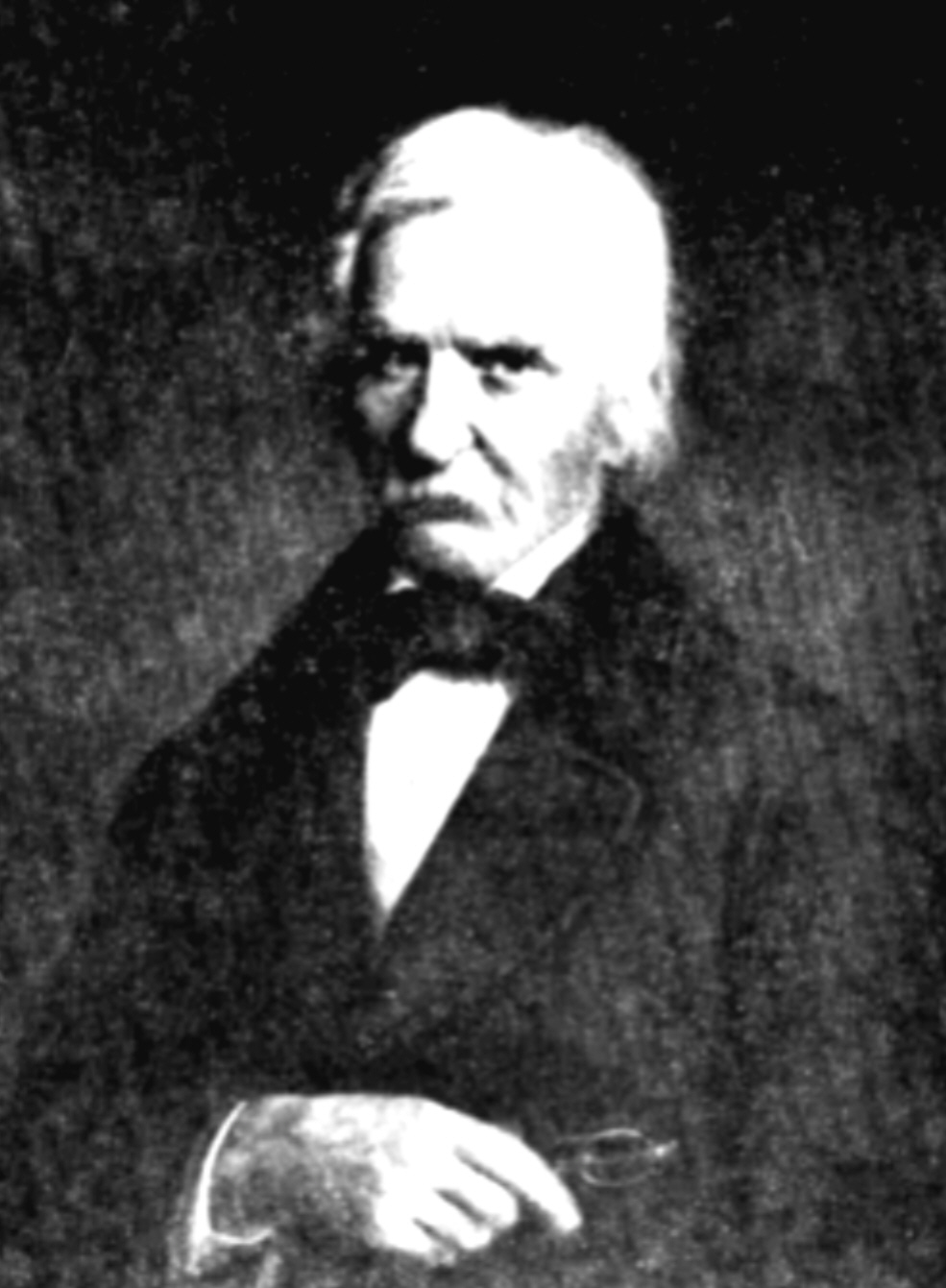
Gheorghe Asachi pictat de Constantin Daniel Stahi

La Lvov, Asachi si-a pus bazele culturii sale enciclopedice, s-au înfiripat concepțiile sale iluministe sub influenta unora dintre profesorii universității si a cunoscut literatura poloneză si literatura clasică română, care se vor simți în creațiile sale literare. Îmbolnăvindu-se de friguri (malarie), este sfătuit de medicul Welther să schimbe clima, de aceea pleacă din Iași , împreună cu fratele său Daniel, la Viena unde ajunge la 16 iulie 1805.
Studiază astronomia și matematicile superioare la Viena (1805-1808) cu celebrul astronom Johann Tobie Bürg, precum și pictura, fiind susținut de o bursă acordată de mitropolitul Veniamin Costache din partea Eforiei Școalelor, apoi arheologia,  epigrafia, pictura și sculptura la Roma (1808-1812), unde citește literatură italiană și scrie sonete.  
Publică primul său sonet în limba italiană, intitulat În ocazia zborului aerostatic a madamei Blanchard, în Giornale del Capidoglio din 26 decembrie 1811, sub semnătura Giorgio A. Moldavo. Primul poem în limba română, „Cătră Italia” a fost scris în același an. Criticul Șerban Cioculescu a apreciat „versul clasic, magistral din oda Cătră Italia.”   
În august 1812 revine în Moldova și se consacră activității de propășire a culturii române. Asachi obține, prin Hrisovul  din  15 noiembrie 1813 al domnitorului   Scarlat Callimachi, aprobarea de a ține în Iași  un „curs de inginerie și hotărnicie” cu predare în limba română, iar Gheorghe Asachi a fost numit ca profesor; astfel s-a ajuns că în anul 1814 el a „paradosit” [a predat] „ pentru întâia oară...în limba română un curs de matematică teoretică, cu aplicație practică, de geodezie și arhitectură”. A predat aritmetica în 1814, algebra în 1815, geometria în 1816 - aceste științe fiind considerate de bază pentru cei care urmau să treacă la „înalta matematică” - și în  final, ingineria în 1817 și arhitectura în 1818. Prin aceasta, Asachi a făcut pentru prima dată dovada că „științele” se pot preda și în limba română, nu numai în limba greacă, cum se considera până atunci. A organizat și sprijinit înființarea  Academiei Mihăilene (inaugurată la 16 iunie 1835), strămoașa Universității Alexandru Ioan Cuza din Iași. La inaugurare au vorbit Mihail Sturdza-Vodă și referendarul Asachi. În cuvântarea sa, Asachi menționa: „Cu acest feli de rânduială se întemeiază astăz la răsăritul Evropii un așăzământ de învățătură carile...va revărsa asupra doritorilor dreapta lumină, va sădi în inimile lor simțiri de virtute și va povățui mâinile lor cătră folositoare meșteșuguri.” Academia a funcționat la Seminarul de la Socola cu 3 facultăți: filozoficească, juridică („de legi”) și teologică, fiecare cu câte trei ani de studiu. Cursurile Academiei s-au mai completat până în 1847 cu noi discipline: geometrie analitică și descriptivă, alipită la inginerie, agronomie, mineralogie și geologie, cursuri înființate pentru profesorii Leon Filipescu și Ion Ghica. 
Fondează revista Albina românească și o tipărește la tipolitografia Albina. Aici îi apar primele volume originale, Culegere de poezii și Fabule alese. 
Domnitorul Scarlat Callimachi îl numește în februarie 1813 în funcția de impiegat-referendar (referent) la Departamentul Treburilor din Afară. 
Adversar declarat al Revoluției de la 1848 în Moldova, cade în uitare și în perioada aceasta își tipărește nuvelele istorice, întâi în franceză, Nouvelles historiques de la Moldo-Roumanie, în 1859 apoi și în traducere românească, în 1867. La Revoluția de la 1848 Asachi s-a situat pe poziții „de reacțiune”, fiind în slujba domnitorului Mihail Sturdza, „de care îl lega amiciția din tinerețe și o îndelungată colaborare”. În acest sens, a condamnat mișcarea de opoziție condusă de Mihail Kogălniceanu, pe care o considera „antipatriotică”. Asachi n-a înțeles și n-a susținut cerințele mai înaintate ale scriitorilor pașoptiști, de care îl deosebeau și unele păreri privind chestiuni specifice de literatură și artă. În 1848, scriitorul i-a osândit pe participanții la mișcările revoluționare din Principate. Gheorghe Asachi și-a pierdut, de acum înainte, rolul preponderent pe care l-a deținut timp de aproape patru decenii în viața culturală a Moldovei, el va fi depășit tot mai mult de dezvoltarea ulterioară a culturii și literaturii naționale.
Mai târziu, Asachi va saluta, totuși, actul Unirii Principatelor Românești; într-adevăr, după înfăptuirea Unirii, i-a adus „urări” lui Alexandru Ioan Cuza și a cântat evenimentul în poezia „Odă la Dumnezeu”, care se încheie cu următoarea strofă:       
```
              „Strânge Țările-Unite prin un nod nemuritor,
               Cum origine au una, fie a lor și fericire;
               Toți românii să închege de frați numai un popor,
               Că puterea stă-n Unire!”
[
16
]
```

S-a căsătorit  în anul 1827 cu Eleonora (Elena) Teyber (sau Tayber ori Tauber), o tânără austriacă, fiică a Kapellmeister-ului curții vieneze Anton Teyber, compozitoare de talent care compunea muzică pentru imnurile, cântecele și piesele soțului său și organiza serate muzicale în Iașii timpului său. Odată cu trecerea ei de la catolicism la ortodoxie, Eleonora și-a schimbat prenumele în Elena. Elena Asachi a devenit profesor la Conservatorul din Iași. Cei trei copii ai Elenei dintr-o primă căsătorie cu Kiriako Melirato,negustor, printre care Ermiona, au fost adoptați de noul soț al mamei lor.
În anul 1869 la vârsta de 81 de ani pleacă în călătorie la Lemberg, în Galiția și cumpără manuscrisul Țiganiadei lui Ion Budai-Deleanu, de la fiica sa Suzana Budai-Deleanu, căsătorită cu Ludovic Lewandowski.
Deși unii cercetători au susținut că la Lemberg (Lvov) ar fi  obtinut doctoratul în filozofie si  diploma de inginer si arhitect, aceste afirmații nu corespund adevărului (George Sorescu, op. cit. p. 32). În realitate, Asachi a urmat cursurile Universității din Lvov, dar nu și-a susținut toate examenele și nu și-a obținut nici gradul de doctor în filozofie (Sorescu, op. cit. p. 33). În ceea ce privește titlurile de „inginer și arhitect”, Ștefan Bârsănescu a precizat că „titlul de inginer nu se acorda la Universitate pe atunci”, iar Politehnica din Lwow apare într-o epocă mai târzie. Adresând în septembrie 1956, o scrisoare rectorului Universității din Lwow, Ștefan Bârsănescu a primit un răspuns succint: "Georgius Asakiewicz a făcut studii la Universitatea din Lwow în anii 1803/1804. Numele său este înscris în Matricola facultatis philosophicae in regia Universitate Leopolitana 1803/4 cu mențiunea auditores primi anni [student în anul I]. În anul 1804 el este înscris auditor secunda et tertii anni[simultan]...Ne lipsesc datele și documentele în legătură cu acordarea titlului de doctor...". De altfel, la susținerea doctoratului nu erau admise persoane mai tinere de 21 ani (apud Ștefan Bârsănescu).
Gheorghe Asachi se întoarce din Lvov în țară, la Iași (1805), unde pune în practică cunoștințele sale de arhitectură la construirea unor case particulare; astfel, după schițele sale arhitectonice au fost ridicate casele principesei Elena Sturdza Păstrăvanu În vara anului 1805 pleacă la Viena, unde studiază, timp de 3 ani, astronomia, matematicile superioare și pictura. In august 1808, Gheorghe Asachi pleacă să-și completeze studiile la Roma. Aici a scris primele încercări poetice și a fost ales membru extraordinar al Societății literare din Roma (Società letteraria romana), care era o modestă societate literară, ce se intitula pretențios „academie”, fapt ce i-a permis, orgolios cum era, să semneze unele scrieri „mădulariu Academiei de Roma”. Asachi a primit această calitate sub numele de Alviro, nume pe care îl va folosi uneori, și cu unul din adaosurile de Corintio, Dacico sau Moldavo.
În Italia a călătorit prin Trieste, Veneția, Padova, Ferrara, Bologna, Logano, Florența, Siena, Viterbo, Baiano, Roma, Napoli. La Napoli a vizitat teatrul San Carlo și catedrala San Gennara. Coboară singur în craterul Vezuviului, vizitează Pompei.
La Roma, Asachi studiază îndeosebi literatura Renașterii  și aprofundează ideile literaturii clasice, iluministe, preromantice și romantice. Caietele sale din Italia conțin numeroase note biografice, extrase din opere și versuri ale lui Petrarca, Torquato Tasso, Pietro Metastasio, Goldoni, Vittorio Alfieri și ale altor clasici italieni. De asemenea se inițiază în pictură în atelierele unor maeștri renumiți, pictorul Michele Keck și sculptorul Antonio Canova. La Roma o cunoaște pe Bianca Milesi, fiica unui negustor bogat, originar din Milano, alături de care a lucrat în atelierele lui Canova și Keck. Domeniile asupra cărora a stăruit cu deosebire la Roma au fost literatura, arheologia și pictura. În pictură, Asachi cultivă stilul neoclasic cu nuanțele lui academice, dar și pe cel romantic. Asachi a precizat că Bianca Milesi, denumită de el, în spirit arcadizant, Leuca, alteori Leufca, sau Cintia a fost adevărata lui muză: „muza mea și primul meu amor”. La Milano se pare că a fost inițiat francmason. În anul 1830 era Venerabilul unei loji din Iași, iar în 1866 a participat  la lucrările lojii Steaua României, din Iași.
La Roma a întreprins și studii arheologice prin cercetarea variatelor monumente rămase de la romani, între care și Columna lui Traian, „o vie arheologie nemuritoare”, căci fixează fizionomia strămoșilor noștri. Într-un articol (Arheologia română, 1857) Asachi a descris monede și vase romane, alăturându-le și o stampă ce reprezenta Columna lui Traian.
A făcut cercetări în biblioteca Vaticanului unde descoperă manuscrisul lui Dimitrie Cantemir, Istoria imperiului Otoman, în traducere engleză, din care a luat motivul „Ștefan cel Mare înaintea Cetății Neamțu”. Marile teme ale istoriei naționale l-au preocupat intens, de la simbioza daco-romană, exprimată în scrierea Dochia și Traian, în care G. Călinescu recunoștea chiar sorgintea mitului nostru etnogenetic, până la Mihai Viteazul, ca simbol al demnității românești. Încă din 1812, el saluta într-o odă pământul natal al strămoșilor săi [Italia]; îi plăcea, spunea el, să contemple cu orgoliu coloana lui Traian, moment al triumfului romanilor în Dacia.  
În anul 1812, Napoleon I se pregătea să atace Rusia, iar generalul Miollis, comandantul garnizoanei franceze din Roma l-a îndemnat să se întoarcă în Moldova, „unde armia franceză avea din Rossiea să treacă spre a restatornici Imperiul antic al Dacii. (Notiție biografică, 1863, op. cit.).  
Ca urmare, la 30 august 1812, Gheorghe Asachi se întoarce în Iași, unde spera să joace un rol important „de restaurator” în țara sa. Stăpânind o cultură superioară, solidă și multilaterală, cunoscător al mai multor limbi străine - polona, rusa, latina, germana, italiana, franceza și engleza - ca nimeni altul în vremea sa, optimist, cu dor de muncă și încrezător în puterile sale, călăuzit de o ideologie liberală progresistă și de o puternică dragoste de patrie și popor, Gheorghe Asachi spera să joace un rol important în țara sa. În poezia „Viitorul” scrisă în 1812, cere „renașterea românilor prin ei înșiși.”  
Întoarcerea lui Asachi din Italia coincide cu procesul de prefacere rapidă a relațiilor feudale în Moldova, care reclama, într-o măsură mereu crescândă, difuzarea științelor prin instituții de învățământ. Funcțiile pe care Asachi putea să le îndeplinească și activitățile ce era în măsură să le desfășoare erau numeroase și necesare țării, dar aici se lovește de o realitate tristă. Situația țăranilor era grea: lipsa școlilor, bibliotecilor, ziarelor, a tuturor instituțiilor moderne care asigura progresul unui popor, îl face conștient de necesitatea unei activități sistematice de trezire a conștiinței naționale. Cărturar de tip renascentist, cu o cultura enciclopedică și iluministă, dotat cu înclinații pentru multiple domenii artistice - inginer, profesor, diplomat, grafician, ziarist, pictor, tipograf, arhivist, dramaturg - Gheorghe Asachi s-a risipit cu dărnicie din dorința generoasa de a impulsiona dezvoltarea culturii românești. Desfășurându-și cea mai rodnică activitate într-o perioadă de hotar între epoca feudală și începuturile orânduirii burgheze, Asachi poate fi revendicat în aproape orice domeniu al culturii.  În 1818 apare  prima promoție de ingineri hotarnici, formați în țară. 
La 27 decembrie 1816 (stil vechi) Asachi a organizat „pe a sa cheltuială” prima reprezentație teatrală în limba română, în Moldova, cu piesa dramatică Mirtil și Chloe, o pastorală aparținând „nemuritorilor idiliști” Salomon Gessner și` dramatizată de Florian. Spectacolul a avut loc într-un salon particular, în casa special „amenajată” a  hatmanului Costache Ghica. Interpreții pastoralei Mirtil și Hloe aparțineau familiilor Ghica și  Sturza. Doamna  E. Șubin, născută Ghica, a jucat rolul tinerei păstorițe Hloe, prințul Ghica, rolul păstorului Mirtil, iar Costachi Sturza, rolul lui Lizis, închinătorul zeului Amor. Mirtil și Hloe a constituit doar un început. Alte piese în limba română și franceză au fost „executate de junii și junele moldovene” pe aceeași improvizată scenă. De altfel, din anul 1837 a condus efectiv, pentru o vreme, teatrul românesc din Iași, unde se reprezentau în limba română, atât piese străine cât și originale, mai ales din Alecsandri.
Timp de aproape 40 de ani, Asachi s-a ocupat de organizarea școlilor din Moldova (1813 - 1849). Însărcinat de mitropolitul Veniamin Costache, în 1820, Asachi se ocupă de reorganizarea Seminarului de la Socola. În acest scop el aduce din Transilvania câțiva profesori inițiați: Ion Costea, profesor de retorică și poetică, Ion Manfi, profesor de latină, Vasile Fabian-Pop, teolog și doctorul în filozofie Vasile Popp din Brașov.  Toate obiectele -  gramatica română și cea latină, caligrafia și geografia, aritmetica, istoria universală, logica, filozofia și retorica - se predau de acum în limba română.
După o perioadă  (30 noiembrie 1822- februarie 1827) petrecută la Viena ca agent diplomatic (primul român în această funcție) al Moldovei la Curtea din Viena, numit de domnitorul Moldovei Ioniță Sandu Sturdza, Asachi se reîntoarce în 1827 la Iasi pentru a desfășura, în următorii 20 de ani, activitatea sa cea mai rodnică, si care îl va transforma în personalitate proeminentă a Moldovei.  Ca agent diplomatic la Viena, în anul 1823 i s-a acordat și titlul boieresc  de mare comis. În funcția de agent diplomatic la Viena a întreținut strânse relații cu exponenții mai de vază ai naționalităților din Imperiul habsburgic, între care Vuk Ștefanović Karadžić , „renumitul literator sârb și al meu amic”. Îndeplinirea sarcinilor diplomatice l-a pus în relații directe cu prințul Metternich și cu celebrul publicist german Friedrich Centz.
Prin pitacul lui Ioniță Sandu Sturdza din 20 septembrie 1827 a fost ridicat la rangul de vel agă, domnitorul ținând cont de serviciile aduse de Asachi statului moldovean ca agent diplomatic, dar și de străduințele depuse "spre luminarea simpatrioților".
Gheoghe Asachi a reușit să capete pentru învățământul public trei moșii care fuseseră dăruite de Vasile Lupu, ctitorul de la mănăstirea Trei Ierarhi, școlii care a fost înființată de el în cuprinsul mănăstirii.
A deschis Gimnaziul Vasilian la Trei Ierarhi, numit astfel în cinstea domnitorului Vasile Lupu, ctitorul care pusese acolo bazele unui „învățământ înalt”. La această „școală de grad înalt” aveau acces și copii din familii cu venituri modeste. Gimnaziul Vasilian a primit acceptul de funcționare din partea domnitorului Ioniță Sandu Sturdza prin hrisovul din 28 martie 1828, prin care "a aprobat raportul epitropiei". Inaugurarea Școlii Vasiliene are loc în luna mai 1828. La Gimnaziul Vasilian urmau să fie predate obiecte ca : româna, matematica, geografia, logica, retorica, mitologia, poezia, arheologia și istoria naturală.
După semnarea Tratatului de la Adrianopol în anul 1829, Gheorghe Asachi este numit referendar (=referent, raportor) al Epitropiei  Învățăturii Publice din Moldova și în această calitate impune înființarea unei clase de „începuturi de zugrăvire” la Școala Franceză de la Miroslava (jud. Iași), în anul 1831, unde îl aduce profesor pe pictorul Hönig din Viena. Înființează apoi o catedră de desen artistic la Gimnazia Vasiliană (sau Școala Vasiliană), numindu-l profesor pe pictorul Iosif de Adler, în 1833. La același Gimnaziu Vasilian, Asachi introduce, din septembrie 1834, un curs „extraordinar de învățătura desenului figurilor și a zugrăviturii istorice în oloi”, pentru care a fost chemat pictorul Johann Müller din Viena. La 20 august 1849 și-a prezentat demisia din postul de referendar al școlilor, iar aceasta a fost acceptată de domnitorul Grigore Alexandru Ghica prin rezoluția din 3 septembrie 1849. Totuși, datorită lui Fuad-Pașa, a revenit „la conducerea școlilor” ca director al „Departamentului Cultului și al Învățăturilor Publice” în perioada 15 iulie 1856 - ianuarie 1857.
Asachi a fost secretar al Comisiei din Moldova pentru redactarea Regulamentului Organic, calitate în care a plecat la 13 mai 1830 la Petersburg, împreună cu delegația din care făceau parte vornicul Mihail Sturdza  din partea Moldovei și hatmanul Alexandru Villara din partea Țării Românești, care urma să prezinte „cercetării ministeriale” proiectul Regulamentului în vederea aprobării. În timpul călătoriei spre Petersburg și-a notat observații  asupra aspectelor locale, pe care le-a trimis, ca un adevărat reporter, spre publicare gazetei sale, unde apar sub titlul Estract din jurnalul unui călători moldovean, timp de  patru luni, de la 10 august până la 4 decembrie 1830.
La 1 ianuarie 1832 a fost numit director al Arhivelor Statului din Iași (sau „Arhivist al Statului”). În această calitate, a organizat pentru prima dată atât Arhivele Moldovei, cât și culegerea de documente referitoare la istoria țării.
Cu sprijinul lui Asachi a luat ființă în perioada 1833-1834 Societatea de medicină și istorie naturală și Cabinetul de istorie naturală.
Militând pe linia idealurilor sale de tinerețe, el își continuă strădaniile de organizare a învățământului, înființând prima școală primară de fete Institutul pentru educația fetelor din Moldova (1834), punând bazele învățământului artistic și a celui tehnic în 1841 prin inaugurarea școlii de arte și meșteșuguri, extinzând rețeaua școlilor primare, scriind manuale, alcătuind programe analitice. Director al școlii de arte și meșteșuguri a fost numit inginerul ceh Carol Mihalcic de Hodocin, colaborator și prieten al lui Asachi. 
A propus și s-a înființat în 1842 o școală elementară pentru comunitatea armeană din Iași și a propus înființarea de școli elementare pentru populația evreiască. A înființat în 1836 Conservatorul filarmonic-dramatic din Iași, împreună cu vornicul Ștefan Catargiu și spătarul Vasile Alecsandri (tatăl poetului). Reprezentațiile date de elevii acestui conservator încep la 28 februarie 1837. În stagiunea 1837-1838 s-au jucat, printre altele, drama Lapeirus (La Pérouse), comedia Văduva vicleană, vodevilul Pedagogul ,drama Fiul pierdut, toate fiind prelucrate sau traduse de Asachi după August von Kotzebue. La 20 februarie 1838 s-a interpretat pentru prima dată în limba română opera Norma de Vincenzo Bellini, libretul ei fiind tradus tot de Asachi. 
Realizarea sa de căpetenie rămâne însă Academia Mihăileană, deschisă la 16 iunie 1835, institut care a instruit mai mulți intelectuali.
La Academia Mihăileană s-au predat și cursuri de universitate, de profesori ca Ion Ghica (economie politică) și Mihail Kogălniceanu (istoria națională); cursul celui din urmă a trebuit să fie închis repede, ca urmare a protestelor consulului rus.
Un alt tărâm în care contribuția lui Gheorghe Asachi poate fi considerată hotărâtoare este cel jurnalistic. El este în Moldova inițiatorul presei în limba română, scoțând primul ziar românesc din Moldova, Albina românească, „gazetă politică-literară” (Iași, 1 iunie 1829-1835 și 1837-1849). A întemeiat tipografia „Albina” și a înființat în 1841 o fabrică de hârtie pe o mică proprietate a sa de pe Cetățuia lângă Piatra Neamț pe care o va numi „Petrodava”; aceasta va asigura hârtia necesară pentru presa din Moldova.
La tipografia „Albina” au apărut traduceri din Voltaire, Daniel Defoe, Alexandre Dumas-tatăl, August von Kotzebue, opere originale ale lui C. Negruzzi, V. Alecsandri, M. Cucereanu și, bineînțeles, propriile sale scrieri; de asemenea, s-au tipărit lucrări științifice și zeci de abecedare, gramatici, manuale de aritmetică, algebră, geometrie, istorie, geografie, științe naturale etc., calendare pentru români, almanahuri de învățătură și petrecere etc.
Tot acolo  a început să multiplice din anul 1833 tablouri ce ilustrau episoade memorabile din istoria patriei, cum au fost: „Muma lui Ștefan cel Mare împiedică pe fiul său de a intra în Cetatea Neamț, la 1484”, „Ștefan cel Mare a Moldovei cuvîntează al său testament politic”, care la apariția lor au stârnit un  entuziasm general în rândurile patrioților.La aceeași tipografie  a produs o serie de gravuri litografiate pe teme istorice: Dochia și Traian, Lupta moldovenilor cu cavalerii teutoni, Bătălia de la Baia.
În ianuarie 1850 a schimbat numele gazetei sale, din Albina românească în Gazeta de Moldavia (1850-1858). Aceasta din urmă a fost continuată de apariția ziarului Patria (27 noiembrie 1858-1859), care a avut o atitudine „strict conservatoare”. A publicat și revista Osiris.
Văzând în presă un excelent instrument de informare și educare, Asachi va scoate și alte ziare destinate unor categorii diverse de cititori, cum ar fi: Foaie oficială (1833-1862) Foaia sătească a Principatului Moldovei (1839-1840) și (1846-1850) - destinată țăranilor, Alăuta românească (1837-1838), Icoana lumei (Iași, 1840-1841, 1845-1846, 1865) care populariza cuceririle științei, Spicuitorul moldo-valah/Le Glaneur moldo-valaque (1841-1842), revistă bilingvă româno-franceză cu apariție trimestrială, Arhiva Albinei pentru arheologia română și industrie (1845-1847), Jurnalul științific, literar și industrial  (1841), Mercuriul de Iași (1845)  etc.
Scrierile literare ale lui Gheorghe Asachi au constat din poezii, inclusiv balade, nuvele istorice (unele dificil de citit din cauza neologismelor inventate, de exemplu, milian, covil etc.), piese de teatru, traduceri, inclusiv librete de opere etc. În fabulele sale - scrie Dora d'Istria - se găsește un laconism esențialmente latin, care reamintește concizia lui Fedru (Phaedrus)", fabulist latin.
Seratele literare organizate de Asachi și soția sau au fost descrise de George Sion: "Furăm primiți în grădină. Găsirăm câțiva profesori tineri, între care era și Gusti, și mai mulți elevi de cei mai mari...Într-un pavilion ce era în grădină se citiră și se declamară versuri, se făcu și muzică. Gusti recită vreo două poezii inedite , care-i atraseră multe aplauze...Poni declamă câteva pasajuri din Saul de Alfieri  (tradusă de Costache Aristia) care apăruse de curând în Curierul de ambe sexe, tradus de Costache Aristia. Doamna de casă, cocoană Elene Asachi, cânta la piano...Domnișoara Hermiona, fiica lui Asachi, cânta în harpă, atât singură, cât și acompaniată de clavirul mamei sale..."
Trebuie subliniată contribuția fundamentală a lui Gheorghe Asachi la crearea și organizarea sistemului de învățământ din Moldova, determinând utilizarea limbii naționale , recrutarea și formarea de profesori, alcătuirea de programe, memorii, cursuri și manuale școlare; a sprijinit practic procesul de învățământ în  rândurile burgheziei sărace și a fiilor de țărani săraci.

## Gheorghe Asachi, iluminist
Gheorghe Asachi a fost un iluminist tipic, nu numai prin caracterul activității desfășurate, ci și prin concepțiile sale despre lume. A fost un reprezentant al iluminismului românesc, al teoriilor "contractului social" și "dreptului natural". În 1830, Stanciu Căpățâneanu , pedagog și scriitor iluminist, tradusese Le contrat social de Jean Jacques Rousseau, în care autorul considera că puterea de stat este legitimă numai atâta vreme cât se întemeiază pe "contractul social", pe înțelegerea încheiată între indivizi, pe baza căreia ei cedează o parte din drepturile lor comunității.

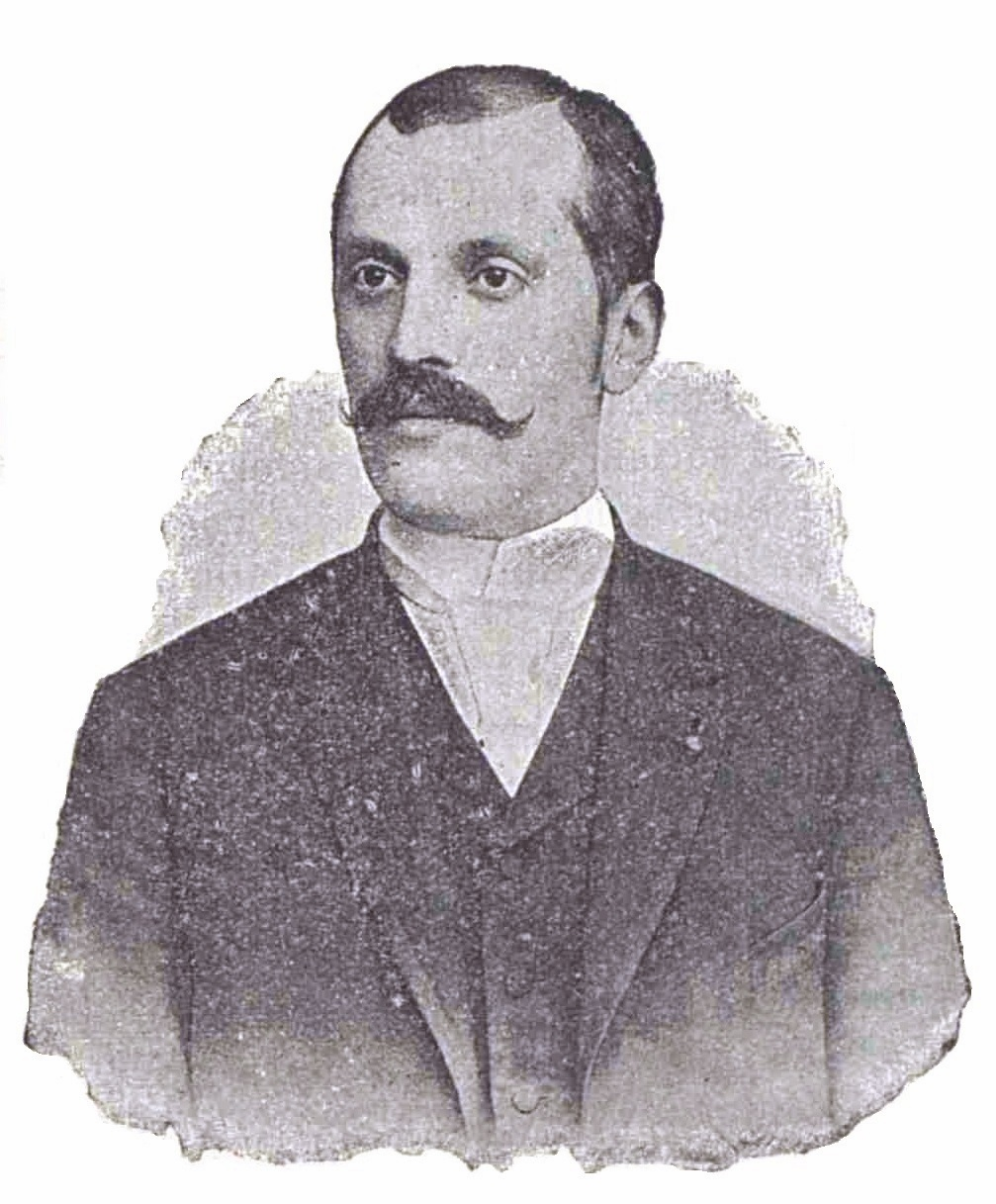
Gheorghe Asachi

Asachi a fost un discipol fidel al marilor iluminiști occidentali. În biblioteca sa se aflau Contractul social, Studii despre natură ale lui Bernardin de Saint-Pierre, celebra operă a filozofului german  Samuel Pufendorf Despre dreptul naturii și al ginților (tradusă în franceză), Logica lui Etienne Bonnot de  Condillac etc. În astfel de lucrări erau expuse postulatele fundamentale ale iluminismului: contractul social și dreptul natural. Totuși, în interpretarea cărturarului moldovean, preceptele contractului social și dreptului natural  au căpătat un caracter moderat, iar uneori și inconsecvent, ceea ce a și determinat reformismul său. Asachi era într-o anumită măsură conștient de unele racile ale societății românești din acele vremuri, le critica și tindea chiar să le înlăture, însă nu prin mijloace radicale, ci prin reforme succesive, prin îmbunătățiri treptate în limitele legilor. Convingerea că pe această cale pot fi obținute efecte certe a fost susținută în gândirea lui de faptul că Regulamentul Organic i-a oferit un sprijin legal în realizarea planurilor sale.
Într-un spirit iluminist, Asachi a fost tentat să exagereze rolul personalităților istorice, s-a manifestat ca un adept al monarhiei constituționale, optând pentru un domn  luminat, a cărui putere urma să fie îngrădită de legi. Concomitent, el a supraestimat importanța voinței conștiente a oamenilor în făurirea istoriei. În Prefața la Fragment istoric a moldoromânilor el scria: "Filele istoriei viitorului nostru sunt albe, de la noi atârnă a se putea înscrie în ele faptele unei vieți civile pacinice, însemnate cu plinirea legilor, religiei și a statului, cu esemple de virtute, de dorul luminării și a dezvoltării mijloacelor materiale, de care natura au îndăinuit țara concvistată  cu puterea armelor străbunilor și răscumpărată prin pătimirea strănepoților."
Un deziderat propriu iluminiștilor, modul cum s-ar putea instaura "binele obștesc", fericirea și bunăstarea generală, a constituit tema unei conferințe a lui Asachi, intitulată Dorința folosului obștesc, pe care a ținut-o "în seanța publică" a Academiei Mihăilene în ziua de 8 noiembrie 1842. Printr-o definiție concisă, conferențiarul ne dezvăluie sensul esențial al subiectului abordat: "Dorința folosului obștesc este o aplecare necontenită de a contribui precât ne iartă puterile și împrejurările la folosul, mulțămirea și cinstea patriei, a politiei și a familiei noastre."

## Poeziile din ciclul Leucaida
Poeziile cuprinse în La Leucaide d'Alviro Corintio-Dacico, Roma, 1812, scrise în italiană între 1809-1812, în Italia, au fost traduse de George Sorescu cu titlul Leucaida lui Alviro Corintio-Dacico  (G. Asachi) și publicate la Editura Minerva în 1974Alviro Corintio-Dacico este pseudonimul literar al lui Gheorghe Asachi, utilizat în anii studiilor sale la Roma: 1808-1812. Leucaida cuprinde 33 de sonete, fără titlu, dintre care 25 au fost inedite.
Aceste poezii, cu un pronunțat caracter erotic, au fost închinate Biancăi Milesi, muza lui Alviro Corintio-Dacico, denumită de el Leuca (echivalent lexical grecesc al lui Bianca).
În poeziile italiene, marile modele ale lui Asachi au fost Anacreon și Petrarca. El îl imită pe Vicenzo Monti, poet de factură arcadică, sau pe ceilalți poeți din Academia Arcadia.
Leucaidele au luat naștere din marea lui dragoste pentru Bianca Milesi. Poeziile exprimă stările sufletești ale poetului, care nu mai situează femeia într-un paradis imaginar, ci alături de el. Tânără, frumoasă și instruită (studiase matematicile, filozofia și pictura), Leuca este un spirit superior. Ea receptează esteticul dar și formele etice ale Risorgimentului. Leuca inspiră frumusețe și demnitate. Fizicul ei amintește idealul perfecțiunii clasice:
Că frumusețea Elenei care porni pe Zei în luptă
Pălește în fața strălucirii tale.
Asachi o cântă în sonete scrise „sub regimul lui Petrarca” (George Călinescu), dar o vede mai mult pictural.
Scriitorul recunoaște undeva că legăturile lui cu Bianca au evoluat sub forma „d'amour platonique”. Bianca îi inspiră lui Alviro-Dacico „des sentiments des beaux arts et celui de l'amour”. Leuca poate fi comparată, în multe privințe, cu Beatrice și cu Laura (Leucaida...op. cit. p. 9). Ea le este însă superioară prin puterea de a stimula valorile etice într-o epocă de redeșteptare a spiritului european.
„Muza” lui Asachi este o susținătoare a artelor, dar și a ideii de dreptate și libertate a popoarelor asuprite.Alviro se desprinde ca un erou superior, trăitor în lumea ideilor și sentimentelor nobile. 
Pentru poet, Leuca va rămâne  până la sfârșitul vieții, unul și același simbol care întruchipează totul: inteligență și pasiune, frumusețe și suferință, aspirație și realizare, ideal și iluzie. În sonetul „Consacrat memoriei de Leufca” (născută Bianca Milesi, moartă în Paris, la 1849), Asachi, sexagenarul, îi dedică ultimele versuri, după ce aflase de stingerea ei:
„Dar în mezul a durerei ce-mi rămâne-n suflet vie,
Cea scânteie care-aprins-ai nu s-a stinge niceodată
Și-a trăi cu tine-unită în a ceriului tărie!”

## Gazeta „Albina Românească”
La 1 iunie 1829 apare la Iași gazeta „Albina Românească”, în limba română, precedată de trei foi volante în 6, 10 și 17 mai 1829, intitulate „Novitale de la armie”, acestea din urmă fiind prilejuite de războiul ruso-turc din 1829. În  aceste Novitale erau înserate traducerile comunicatelor statului-major al armatei rusești referitoare la luptele în curs de desfășurare. În articolul Înainte cuvântare publicat în nr. 1 din 1 iunie 1829 al gazetei Albina românească Asachi scrie că înființarea gazetei împlinește o veche dorință a românilor: „Dorința celor ce demult poftesc înființarea unui mijloc înlesnitoriu prin carele să poată nația noastră cunoaște îmbunătățirile și înaintirile mintei ominești, precum și cursul întîmplărilor lumei de care tot omul atîrnă, astăzi să plinește prin publicația acestei gazete.” Pe frontispiciul gazetei exista o vinietă care înfățișa globul pământesc, o liră, o cunună de  lauri, caduceul lui Mercur (Hermes), sub care erau tipărite versurile: "Este albinei dor și lege/Din flori miere a culege".
Obiectivele pe care și le propune „Albina” lui Asachi au fost astfel expuse de scriitor: „Folosul gazetei este de obște și deopotrivă pentru toată treapta de oameni; într-însa politicul își pironește ascuțitele și prevăzătoarele sale căutături și să adîncează în gîndirile și combinările sale; aci liniștitul literat și filosof adună și pune în lumină faptele și întîmplările lumii; îndrăznețul și neastîmpăratul războinic se desăvîrșește într-însa, povățuindu-se din norocirile sau greșalele altor războinici...” Motivele adevărate care conduceau la apariția gazetei erau de fapt: nevoia de propășire în toate domeniile vieții publice, ca urmare a unei desfășurări mai largi de forțe sociale, integrarea în spiritualitatea europeană...,grabnica necesitate de a lichida rămânerea în urmă în planul vieții materiale și spirituale.
Cele două rubrici principale ale gazetei erau de știri interne și externe. Erau date informații ample privitoare la ceremoniile dedicate țarului Rusiei, sultanului și împăratului austriac, erau descrise recepțiile de la palatul lui Mihai Sturza, participarea domnitorului la inaugurarea așezămintelor publice etc. Rubrica Novitale din lăuntru conținea informații referitoare la deschiderea și închiderea sesiunilor Obșteștii Adunări, la numiri, avansări și demisii ale demnitarilor, la decorări și conferiri de titluri boierești etc.
Gazeta "Albina" s-a străduit să contribuie  la intensificarea comerțului. Astfel, gazeta făcea publicitate comercială, comunica regulat prețurile curente în porturile apropiate Galați, Brăila și Odessa, prin care trecea o mare parte a exportului Moldovei. Se publicau articole privind starea comerțului din Principate, de exemplu, Comerț a Moldovei și a Valahiei, reprodus din "Semaforul de Marsilia", în traducerea lui Costache Negruzzi (1840, nr. 40) și Relațiile de negoț a Moldovei și  Țării Românești  în anul 1943 cu deosebită luare aminte cătră staturile Austriei (1844, nr. 45, 46), articol retipărit din "Ebdomadarul transilvan".
O atenție mare a acordat Asachi agriculturii, gazeta sa având și o rubrică specială, Iconomia câmpului. Aportul gazetei  pentru dezvoltarea agriculturii, pentru propagarea celor mai avansate metode în agricultură, ca și a folosirii unor unelte perfecționate a fost substanțial, mai ales că gazeta a beneficiat de prețioasa colaborare a cunoscutului agronom și economist Ion Ionescu de la Brad.
Asachi a înțeles importanța creării și dezvoltării industriei naționale și a introducerii progresului tehnic. Cititorii "Albinei" erau ținuți la curent cu cele mai noi descoperiri ale științei și tehnicii din acei ani, ca de exemplu, Luminarea cea de gaz (1834, nr. 20), Puțul artezian din Paris (1841, nr. 74), Telegraful electro-magnetic (1844, nr. 55) etc.
Dacă partea „politică” a „Albinei” nu depășea decât rareori cadrul informării asupra evenimentelor interne și externe, fără a le comenta și fără a exprima o atitudine, ea răspundea mai bine obiectivelor „literare” pe care și le-a fixat. Prin literar Asachi înțelegea faptul divers cultural-științific, prin urmare și știrile științifice, chiar dacă nu era vorba de științele umaniste. Asachi și implicit „Albina” stabilea punctele unui program cultural, profilat tot mai mult pe chestiunile filologice care începeau să aprindă spiritele în epocă. În preajma împlinirii a zece ani de existență a „Albinei”, Asachi ținea să sublinieze că gazeta și-a atins scopul didactic fundamental, propus în Înainte cuvântare, articolul din 1829: „prin acest mijloc s-au răspândit între cetitori multe folositoare cunoștinți”.
Marele eveniment politic al epocii a fost revoluția de la 1848, însă gazeta „Albina” s-a ținut departe de polemicile politice, gazeta a fost absentă din mijlocul frământărilor sociale și politice de la 1848. În general, Asachi era stăpânit de idei conservatoare, s-a arătat ostil revoluționarilor poloni, a dezaprobat revoluția franceză din 1830, fără a mai vorbi de revoluția din 1848, din Principatele române. Asachi, în contextul revoluției de la 1848, s-a situat pe poziții „de reacțiune”, în slujba domnitorului Mihail Sturdza, condamnând mișcarea de opoziție condusă de Mihail Kogălniceanu. El nu numai că nu s-a înscris printre adepții și sprijinitorii revoluției, dar și s-a declarat, în repetate rânduri, ca adversar al acesteia.
În anul 1859 „Albina românească” și-a încetat apariția, după ce în 1850 își schimbase numele în „Gazeta de Moldavia”, iar în 1858, în „Patria”.

## Sfârșitul
La 12 noiembrie 1869, la venerabila vârstă de 81 de ani, Gheorghe Asachi s-a stins din viață la Iași. A fost înmormântat în Iași, în cimitirul  bisericii „Patruzeci de sfinți” și abia peste douăzeci de ani, printr-o subscripție publică, organizată de un comitet aparținând vechii generații, i s-a ridicat o statuie în fața școlii de lângă mănăstirea Trei Ierarhi. Statuia a fost opera sculptorului Ion Georgescu (1856-1898), realizată în 1887 și a fost inaugurată în mod solemn în anul 1890. Cu acest prilej s-a procedat la depunerea osemintelor sale și ale soției sale (decedată în 1877) în cripta de la baza statuii.

## Opere
- Jurnalul călătorului moldovean, în Albina românească, Iași,, între 25 sept. și 4 decembrie 1831
- Istoria imperii rosiene, compusă de consilierul de stat și cavaler Ivan Kaidanov și tradusă de Aga Georgie Asaki, mădular Academii de Roma, Eșii, Tipografia Albinei, 1833. [Conține o Înainte- cuvântare, scrisă de Asachi]
- Poezii, a lui Aga G. Asachi, mădulariu Academiei de Roma, Eșii, Tip. Albinei, 1836
- Fabule alese pe românie aduse de aga G. Asachi, mădular Academiei de Roma, 1836
- Elemente de matematică, de aga G. Asachi, mădular Academiei de Roma, Partea I. Aritmetică, Eșii, Tip. Albina, 1836
- Elemente de matematică, Algebra, Partea a II-a, Eșii, Tip. Albina, 1837
- Repertoriul teatrului în Moldova: Norma, operă lirică în două acte. Muzica prelăudatului Bellini. Prelucrată de Aga G. Asachi, Eșii, Institutul Albina, 49 p., 1838
- Elemente de matematică, Partea a III-a, Geometrie elementară, Eși, Litografia Albinei, 1838
- Relație istorică asupra școalelor naționale în Moldova de la a lor restatornicire 1828-1838, înfățoșată în seama gheneralnicului ecsamen în 3 iulie 1838, de Aga G. Asachi, referendariu publicei învățături, Eșii, Tip. Albinei, 1838
- Fiul pierdut. Dramă în 1 act de a lui A. de Kotzebue, tradusă de A. G. Asachi  și întîia oară reprezentată în 14 dec. 1837 de elevii Conservatorului,. Eșii, 1839
- Doquie et Trajan, légende populaire des Roumounis (sic), suivie d'un itinéraire au mont Pion, Iassi, Inst. Albinei, 1840
- Lecsicon de conversație, prelucrat și publicat de o soțietate literară supt direcția Agăi G. Asachi, Broșura I, Eșii, 1842, Inst. Albinei românești
- Fabule versuite, de G. Asachi, mădular Academiei de Roma și a mai multor societăți învățate. Ediția a treia, adăogită, Iașii, Inst. Albinei, 1844
- Raccolta di Poesie (trad. Culegere de poezii), de Asachi, G., ed. a II-a adăugită, Iassy, Tip. Inst. Albinei,, 1854
- A list of articles, Sent from Iassy, by M. G. Asaki, for the London Exposition of 1862, Iassy 1862
- Culegere de poezii a lui G. Asachi, Iași, Inst. Albinei, 1863
- Notiție biografică, Iassi, Inst. Albinei, 1863
- Poezii, prefață de N. Iorga, Vălenii de Munte,1908
- Poezii, ed. îngrijită de D. Murărașu, București, Ed. Cartea românească, 1945

- Mirtil și Hloe. Pastorală prelucrată de G. Asachi, Iași, Tip. Inst. Albinei, 1850
- Scrieri alese, ed. îngrijită de N. A. Ursu, Ed. Tineretului, București, 1957, 1961
- Opere, vol. I, ediție critică și prefață de N. A. Ursu, Ed. Minerva, București, 1973
- Opere, vol. II, ediție critică și prefață de N. A. Ursu, Ed. Minerva, București, 1981
- La Leucaide de Alviro Corintio-Dacico, Roma, il di 8 aprile 1812 (trad. de George Sorescu, cu titlul Leucaida lui Alviro Corintio-Dacico (G. Asachi), Editura Minerva, București, 1974)

## Drame istorice
- Petru Rareșu, Partea I și II, Iassii, Tip. Inst. Albinei (1863)
- Elena Dragoșu de Moldaviea, dramă istorică în trei acte,  Iassii, Inst. Albinei Române (1863)
- Turnul lui But , dramă originală în trei acte dupre tradiții populare, Iassi, Tip. Inst. Albinei Române (1863)
- Voichița de Roumanie, melodramă istorică cu cântece de G. Asachi, Iassi, Imprimeria Inst. Albinei Române, (1863)

## Nuvele istorice
- Nouvelles historiques de la Moldo-Roumanie. Par G. Asachi, traduit du Roumain. Iassy, Inst. de l'Abeille 1859
- Nuvele istorice a (sic) României, ed. a III-a, Iași, 1867 [istoria romanțată a unor voievozi: Dragoș, Alexandru cel Bun, Ștefan cel Mare, Bogdan, Petru Rareș]
- Elena Moldovei, 1829 [Elena este fiica lui Ștefan cel Mare]

## Articole în periodice
- Înainte cuvântare, în Albina românească, 1829, Iași, nr. 1 (1 iunie), pp.1-2, editat în Opere, 1981
- Estract din jurnalul unui călător moldovean,  în Albina românească, 1830, Iași, nr. 61 ș. u. ,editat în Opere, 1973
- Fericirea unui trai retirat, în Albina românească, 1839, Iași , nr. 10 (2 februarie), pp. 37-38, editat în Opere, 1981
- Preumblatul sau danțul meselor, în Gazeta de Moldavia, 1853, Iași, nr. 32 (23 aprilie), pp. 129-131, editat în Opere, 1981

## Manuscrise
- Relation historique sur les écoles nationales en Moldavie depuis leur retablissement l'an 1828 jusqu'a 1838, par l'aga G. Asaky , mss.nr. 1037, B. A. R.
- Alăuta a lui Alvir Dachienu, poeta Arcadii din Roma, 1819-1821. Biblioteca Arhivelor Statului din Iași, mss. 1901 [manuscris descoperit de Gh. Ungureanu]